# Horoszkówka 2
Horoszkówka 2 (biał. Гарошкаўка 2, Haroszkauka 2; ros. Горошковка 2, Goroszkowka 2) lub Hawryluki – wieś na Białorusi, w obwodzie brzeskim, w rejonie kamienieckim, w sielsowiecie Kamieniuki.
W latach 1921–1939 należała do gminy Białowieża.
Według Powszechnego Spisu Ludności z 1921 roku wieś zamieszkiwało 85 osób, wśród których 3 było wyznania rzymskokatolickiego,  80 prawosławnego a 2 mojżeszowego. Jednocześnie 82 mieszkańców zadeklarowało polską przynależność narodową, a 3 białoruską. We wsi było 17 budynków mieszkalnych.